# 天平胜宝
天平勝宝（749年七月初二—757年八月十八）是奈良時代孝謙天皇之年號。
天平勝宝七年正月初四改“年”为“岁”。改元天平宝字之际复“岁”为“年”。

## 改元
- 天平感宝元年七月初二（749年8月19日）：改元天平胜宝。
- 天平胜宝九岁八月十八（757年9月6日）：改元天平宝字。

## 出生
- 天平勝寶二年（750年）：早良親王，光仁天皇之皇子。

## 紀年
| 天平勝宝 | 元年  | 二年  | 三年  | 四年  | 五年  | 六年  | 七歳  | 八歳  | 九歳  |
| 公元     | 749年 | 750年 | 751年 | 752年 | 753年 | 754年 | 755年 | 756年 | 757年 |
| 干支     | 己丑  | 庚寅  | 辛卯  | 壬辰  | 癸巳  | 甲午  | 乙未  | 丙申  | 丁酉  |

## 參看
- 日本年號索引
- 同期存在的其他政权的紀年
  - 天寶（742年正月—756年七月）：唐朝唐玄宗之年號
  - 至德（756年七月—758年二月）：唐朝唐肅宗之年號
  - 聖武（756年正月—757年）：安史之亂領袖安祿山之年號
  - 大興（738年—794年）：渤海文王大欽茂之年號
  - 贊普鍾（752年—768年）：南詔領袖閣羅鳳之年號